# メタル・ブルー
『メタル・ブルー』（原題: Iron Eagle II）は、1988年制作のカナダ・イスラエル合作の航空アクション映画。
『アイアン・イーグル』の続編にあたる作品で、ルイス・ゴセット・ジュニア扮するチャッピーが前作に引き続いて出演。
日本でのビデオタイトルは『メタル・ブルー/アイアン・イーグルII』。

## あらすじ
アメリカ空軍のシンクレア（コードネーム：チャッピー）はかつて親友を救うためとはいえ、軍の命令に背き出撃したため、今は航空博物館の閑職に追いやられていた。
そんなある日、シンクレアの元にかつての上官が現れ、彼を准将として現場復帰させ、米ソ両国の共通の敵である中東某国の渓谷で、完成間近の核ミサイル秘密基地壊滅の極秘作戦に参加せよと命じる。
こうしてイスラエルの秘密空軍基地に、米ソ両軍から選抜された戦闘機パイロットメンバーが次々と集結する。シンクレアの指揮のもと厳しい訓練を受けるが、冷戦時代敵同士だった両軍は仲が悪く、なかなか合同訓練の成果が上がらない。
そんな中、つい最近の戦闘で親友を失って落ち込んでいた米軍のエースパイロットのクーパーは、紅一点のソ連の女性パイロット、ヴァレリーに密かに好意を寄せるものの、彼女の同僚が自分の親友を撃ち落としたことが分かり、苦悩する。
その頃、米ソ両軍首脳の一部が独自の攻撃を行おうとしている事が分かった。もしこれが実行されれば、無関係の周辺住民に多大な犠牲が出てしまう事を知ったクーパーたちの心はついに1つにまとまった。彼らは軍服の旗章をひきちぎって出撃し、敵の秘密基地を破壊、見事にミッションを達成したのだった。

## キャスト
| 役名                                 | 俳優                                      | 日本語吹替   |
| 役名                                 | 俳優                                      | テレビ朝日版 |
| ------------------------------------ | ----------------------------------------- | ------------ |
| チャールズ・”チャッピー”・シンクレア | ルイス・ゴセット・ジュニア                | 田中信夫     |
| マット・クーパー                     | マーク・ハンフリー                        | 堀内賢雄     |
| スティルモア                         | スチュアート・マーゴリン                  | 大塚周夫     |
| ヴァルドフスキー                     | アラン・スカーフ                          | 富田耕生     |
| ヴァレリー                           | シャロン・ブランドン                      | 小山茉美     |
| ネヴィル・ダウンズ                   | モーリー・チェイキン                      | 麦人         |
| ユーリー・レバノフ                   | コルム・フィオール                        | 安原義人     |
| グレイヴス                           | クラーク・ジョンソン                      | 谷口節       |
| ヒックマン                           | ジェイソン・ブリッカー                    | 江原正士     |
| ブッシュ                             | ジェシー・コリンズ                        | 大塚芳忠     |
| バリヨネフ                           | マーク・イヴァニール                      | 山寺宏一     |
| コシキン                             | ウーリ・ガヴリエル                        | 吉水慶       |
| エドワード・ストラップマン           | ニール・マンロー                          | 池田勝       |
| セルゲイ・ドミトリーエフ             | ダグラス・シェルドン                      | 有本欽隆     |
| ステパノフ                           | アザリア・ラパポート                      | 寺島幹夫     |
| 国務長官                             | マイケル・J・レイノルズ                   | 寺島幹夫     |
| リポーター                           | ジェナイン・マナティス                    | 山田礼子     |
| バウアーズ                           | ゲイリー・ライネック                      | 小島敏彦     |
| 憲兵コナーズ                         | ニコラス・クーコス                        | 田中正彦     |
| 指揮官                               | ジェリー・ハイマン                        | 塚田正昭     |
| ダグ・マスターズ                     | ジェイソン・ゲドリック （クレジットなし） | 二又一成     |
| その他                               |                                           | 高宮俊介     |
|                                      |                                           |              |
| 翻訳                                 | 平田勝茂                                  |              |
| 演出                                 | 蕨南勝之                                  |              |
| 調整                                 | 近藤勝之                                  |              |
| 効果                                 | 佐藤良介                                  |              |
| 制作                                 | ニュージャパンフィルム                    |              |
| 初回放送                             | 1990年4月29日 『日曜洋画劇場』            |              |
| 再放送                               | 2012年11月12日 『午後のロードショー』     |              |

## 登場する戦闘機
- F-16 (航空機)
- F-4 (戦闘機)
- クフィル (航空機)